# هيرناندو بيزارو
هيرناندو بيزارو (بالإسبانية: Hernando Pizarro)‏ هو مستكشف إسباني، ولد في 1502 في ترجالة في إسبانيا، وتوفي بنفس المكان في 1578.

## وصلات خارجية
- هيرناندو بيزارو على موقع الموسوعة البريطانية (الإنجليزية)